# Alice Ross-King
Alice Ross King (5 août 1887 - 17 août 1968) connue sous le nom d'Alice Ross-King, et plus tard Alice Appleford, est une infirmière civile et militaire australienne qui a participé aux deux guerres mondiales. Elle est décrite comme la femme la plus décorée d'Australie. Pendant la Première Guerre mondiale, elle sert dans des hôpitaux en Égypte et en France et fut l'une des sept infirmières australiennes décorées de la médaille militaire pour bravoure. Pendant la Seconde Guerre mondiale, elle occupe un poste élevé au sein du service médical féminin de l'armée australienne (en). En 1949, elle reçoit la médaille Florence-Nightingale, la plus haute distinction décernée par le Comité international de la Croix-Rouge. 

## Jeunesse
Alice Ross-King est née à Ballarat, dans l'État de Victoria,. Ses parents, Archibald Ross King et Henrietta King (née Ward), l'ont nommée Alys Ross King. La famille déménage à Perth mais son père et ses deux frères se noient dans un accident et Henrietta King déménage, avec Alys, à Melbourne.
La formation d'infirmière est entreprise à l'Alfred Hospital (en) de Melbourne et, en 1914, Ross-King est une infirmière de salle d'opération qualifiée,. 

## Première guerre mondiale
Peu après le début de la guerre, Ross-King s'engage dans le service des infirmières de l'armée australienne (AANS) et c'est à cette époque qu'elle change son nom de famille de Ross King en Ross-King, afin de se distinguer d'une autre infirmière de l'AANS appelée Alice King et de simplifier l'orthographe de son prénom en l'orthographiant plus couramment en Alice.
En novembre 1914, la sœur Ross-King est envoyée outre-mer pour servir au sein du 1er Hôpital général australien (1er AGH) en Égypte. Le 1er AGH est basé à Héliopolis, près du Caire, et après son service là-bas, Ross-King est affectée à un poste avancé à Suez, établi comme une station d'évacuation pour les blessés de la bataille des Dardanelles. Vers la fin de 1915, Ross-King retourne en Australie en tant qu'infirmière auprès des troupes blessées qui rentrent chez elles.
De retour au 1er AGH, elle fait partie de l'unité lorsque le 1er AGH part en France, en avril 1916. Le 1er AGH s'est installé à Rouen et Ross-King y prodigue des soins pendant toute l'année 1916, y compris pendant la bataille de la Somme et en 1917. En juin 1917, elle est affectée au 10e hôpital stationnaire de Saint-Omer, mais après seulement quelques semaines, elle est affectée à nouveau, cette fois au 2e poste d'évacuation des blessés (2e CCS) près de Trois Arbres. Arrivée au 2e CCS le 17 juillet, Ross-King n'est à l'hôpital que depuis cinq jours lorsqu'il est bombardé dans la nuit du 22 juillet 1917. Quatre hommes sont tués dans le bombardement et 15 autres blessés. Ross-King, qui vient de terminer son service, retourne dans les salles et continue à s'occuper des patients malgré le fait que les tentes en toile se sont effondrées sur elle et les blessés.
Les actions qu'elle mène pendant le raid et immédiatement après lui valent de recevoir la médaille militaire (MM). Elle est l'une des sept infirmières de l'AANS à recevoir la MM pendant la guerre. Sur les six autres médailles militaires, trois ont été décernées à ses collègues du 2e CCS pour leur conduite pendant le même raid ; il s'agissait des sœurs Dorothy Cawood (en) et Clare Deacon, et de l'infirmière d'état-major Mary Derrer. Les quatre récompenses sont publiées dans The London Gazette, le 25 septembre 1917 et la présentation des médailles est faite par le général William Birdwood, officier général commandant le Ier Corps de l'ANZAC (en).
Ross-King retourne au 1er AGH en novembre 1917 et reste à l'hôpital jusqu'à la fin de la guerre. En mai 1918, Ross-King est faite associée de la Croix rouge royale et reçoit également une citation militaire.

## Vie privée
Pendant la guerre, Alice  Ross-King rencontre et se fiance avec Harry Moffitt, un officier du 53e bataillon de la première force impériale australienne, mais il est tué pendant la bataille de Fromelles, en juillet 1916. Pendant le voyage vers l'Australie, en 1919, Ross-King rencontre le Dr Sydney Appleford et ils se marient en août 1919, s'installant à Lang Lang (en), où ils élèvent leurs quatre enfants.

## Seconde Guerre mondiale
Entre les deux guerres, Alice Ross King s'est impliquée dans la formation du personnel du Voluntary Aid Detachment (VAD) de Victoria. Avec le déclenchement de la Seconde Guerre mondiale, Ross-King s'engage dans le VAD et lorsque, en 1942, le service médical féminin de l'armée australienne (AAMWS) est formé, elle reçoit le grade de major et est  nommée contrôleuse adjointe principale pour Victoria, responsable de tous les AAMWS dans l'État de Victoria.
Ross-King continue à servir dans l'AAMWS jusqu'en 1951. Pendant son service, Ross-King est nommée pour la médaille Florence-Nightingale et a été l'une des deux infirmières australiennes à la recevoir en 1949. La citation de la médaille conclue :

« Tous ceux qui ont été en contact avec le Major Appleford ont reconnu en elle une leader féminine. Son sens du devoir, sa grande solidarité de caractère, son humanité, sa sincérité et sa bonté d'âme ont donné aux autres un exemple très élevé. »

## Vie ultérieure
Le docteur Appleford décède en 1958 et Alice Ross-King passe ses dernières années à Cronulla avant de mourir le 17 août 1968.

## Reconnaissance
Depuis 1970, l'association des ex-AAWMS remet chaque année un prix de compétence, le prix Alice Appleford Memorial Award, à un membre du rang du Corps infirmier de l'armée royale australienne,.
En 2008, Peter Rees raconte les expériences de Ross-King, pendant la Première Guerre mondiale dans son livre The Other ANZACs (en) (réédité sous le titre Anzac Girls), livre adapté en série télévisée sous le titre ANZAC Girls (en) en 2014. Le rôle d'Alice Ross-King est joué par Georgia Flood (en).
En 2008, Alice Appleford est inscrite au tableau d'honneur des femmes de l'État de Victoria (en).